# Cisna (gemeente)
De gemeente Cisna is een landgemeente in het Poolse woiwodschap Subkarpaten, in powiat Leski.
De zetel van de gemeente is in Cisna.
Op 30 juni 2004 telde de gemeente 1665 inwoners.

## Oppervlakte gegevens
In 2002 bedroeg de totale oppervlakte van gemeente Cisna 286,89 km², waarvan:
- agrarisch gebied: 5%
- bossen: 87%

De gemeente beslaat 34,36% van de totale oppervlakte van de powiat.

## Demografie
Stand op 30 juni 2004:
| Omschrijving                   | Totaal | Totaal | Vrouwen | Vrouwen | Mannen | Mannen |
| ------------------------------ | ------ | ------ | ------- | ------- | ------ | ------ |
| eenheid                        | aantal | %      | aantal  | %       | aantal | %      |
| inwoners                       | 1665   | 100    | 793     | 47,6    | 872    | 52,4   |
| bevolkingsdichtheid (inw./km²) | 5,8    | 5,8    | 2,8     | 2,8     | 3      | 3      |

In 2002 bedroeg het gemiddelde inkomen per inwoner 1893,7 zł.

## Administratieve plaatsen (sołectwo)
- Wetlina
- Smerek
- Kalnica
- Strzebowiska
- Przysłup
- Cisna

## Aangrenzende gemeenten
Baligród, Czarna, Komańcza, Lutowiska en Solina. In het zuiden grenst de gemeente aan de Slowaakse regio Prešov